# 헤오르히 잔타라야
헤오르히 말하조비치 잔타라야(우크라이나어: Георгій Малхазович Зантарая, 조지아어: გიორგი ზანთარაია 기오르기 잔타라이아, 1987년 10월 21일~)는 우크라이나의 유도 선수이다. 올림픽에 3회(2012, 2016, 2020) 참가했고 세계 선수권 대회에서 금메달 1개(2009 남자 엑스트라급), 은메달 1개, 동메달 4개를 획득했다.

## 경력
1987년 조지아 압하지야 지역의 갈리에서 태어났다. 어릴 때 가족들과 함께 우크라이나의 키이우로 이주했으며 그 곳에도 유도를 시작했다.
2002년에 우크라이나 청소년 유도 대표로 발탁되었고 같은 해 6월 헝가리 죄르에서 열린 유럽 유스 선수권 대회에서 5위에 올랐다. 2003년 7월에는 프랑스 파리에서 열린 2003년 유럽 유스 올림픽 페스티벌에 참가하여 -55kg급에서 슬로베니아의 로크 드락시치를 꺾고 우승을 차지했다.
2005년에 우크라이나 성인 대표팀에 승선했고 그 해 12월 대한민국 제주에서 열린 KRA컵 국제 유도 대회에 참가하여 3위에 오르며 성인 국제 무대 첫 출전을 이뤘다. 이듬해인 2006년 2월에는 오스트리아 빈과 스웨덴 보로스에서 열린 월드컵에 각각 2위와 3위에 입상했으며 9월에 에스토니아 탈린에서 열린 2006년 유럽 주니어 선수권 대회에서 프랑스의 아슈라프 피크리를 누르고 우승을 차지했다.
2009년 4월 조지아 트빌리시에서 열린 2009년 유럽 선수권 대회에서 개최국 조지아의 네스토르 헤르기아니를 꺾고 결승에 올랐으며 결승에서 러시아의 아르센 갈스탼에게 패하며 은메달을 획득했다. 8월에는 네덜란드 로테르담에서 열린 2009년 세계 유도 선수권 대회에서 일본의 히라오카 히로아키를 꺾으며 우승을 차지했다.
2011년에는 4월에는 튀르키예 이스탄불에서 열린 2011년 유럽 선수권 대회에서 개최국 튀르키예 선수인 베키르 외즐뤼를 누르고 우승을 하며 첫 유럽 선수권 대회 금메달을 획득했다. 이듬해인 2012년 4월에는 러시아 첼랴빈스크에서 열린 2012년 유럽 선수권 대회에 출전하여 2008년 하계 올림픽 준우승자인 오스트리아의 루트비히 파이셔를 꺾었으나 아르메니아의 호브한네스 다브탼과 네덜란드의 예룬 모런에게 패하면서 우승 타이틀을 지키지 못했다. 같은 해 7월에는 영국 런던에서 열린 2012년 하계 올림픽에 참가하면서 첫 올림픽에 출전했으며 첫 상대인 이탈리아의 엘리오 베르데에게 패하며 탈락했다.
그는 2007년부터 2020년까지 유도 선수 생활과 병행하여 우크라이나 보안국에서 근무했으며 2020년에 인민의 종 소속으로 키이우 시의원 후보로 나섰다.